# 我孫子警察署
我孫子警察署（あびこけいさつしょ）は、千葉県警察が管轄する警察署の一つである。署長は警視。

## 所在地
- 千葉県我孫子市柴崎904番地1

## 管轄区域
- 我孫子市

## 庁舎概要
我孫子警察署庁舎
- 竣工年 : 1983年
- 延床面積 : 2,789m²
- 構造/規模 : RC造、地上4階

我孫子警察署車庫
- 竣工年 : 1983年
- 延床面積 : 521m²
- 構造/規模 : RC造、地上2階

## 沿革
- 1984年（昭和59年）
  - 2月1日：柏警察署から独立して開署。
  - 2月6日：我孫子警察署落成式が行われた。[1]
- 1985年（昭和60年）7月16日：我孫子駅前土地区画整理に伴う駅前広場築造工事のため、我孫子駅前派出所が寿派出所に移転。[2]
- 1986年（昭和61年）3月25日：我孫子駅前警察官派出所新装開所。[3]

## 交番
- 我孫子駅前交番（我孫子市本町2丁目1番地の1）
- 新木駅前交番（我孫子市南新木1丁目1番地の3）
- 湖北台交番（我孫子市湖北台3丁目1番地の7）
- つくし野交番（我孫子市つくし野3丁目22番地の3）
- 天王台交番（我孫子市柴崎台1丁目9番地の19）
- 布佐駅前交番（我孫子市布佐平和台1丁目1番地の1）

## 駐在所
- 東我孫子駐在所（我孫子市東我孫子2丁目17番地の10）

## 警察官連絡所
- 寿警察官連絡所 - 旧寿交番：2007年4月1日より交番再編により管轄を我孫子駅前交番に移管・統合